# Berlingot

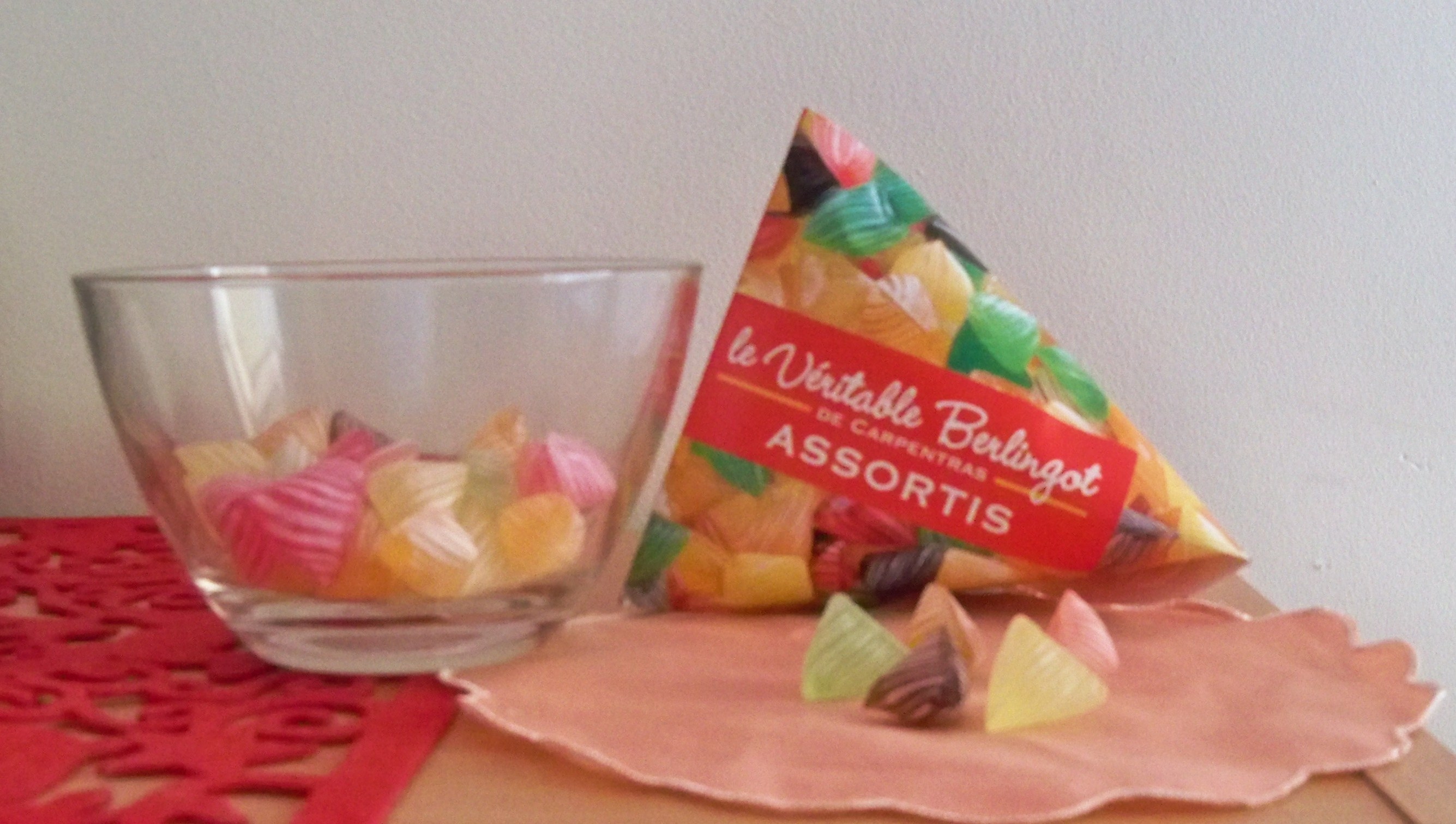
Berlingots uit Carpentras

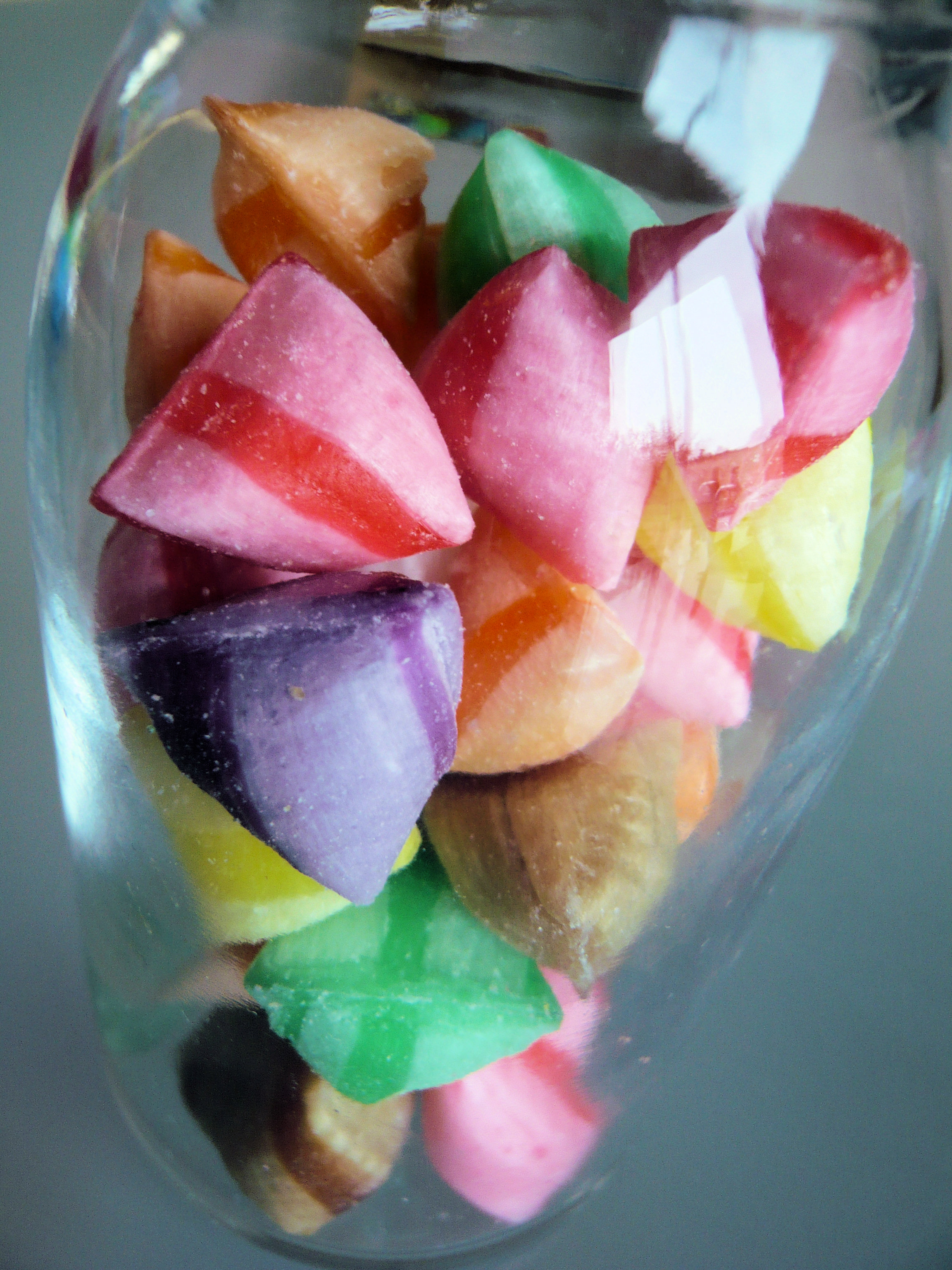
Berlingots uit Nantes

Een berlingot is een hard snoepje gemaakt van suikerstroop van gekonfijt fruit. De berlingot is van Franse oorsprong, heeft de vorm van een viervlak en een fruitkleur met daar doorheen een witte streep. Zowel in de streek van Carpentras als in de streek van Nantes worden berlingots gemaakt.

## Oorsprong
Twee Franse steden betwisten de titel van bakermat van de berlingot: Carpentras en Nantes.
In Carprentas werd de berlingot op basis van suikerstroop van gekonfijt fruit in de 19e eeuw ontwikkeld door bakker François-Pascal Long. Hij deed dit op basis van een farmaceutische specialiteit die in de plaatselijke apotheken werd verkocht. Dit was een snoepje op basis van karamel, munt en citroensap. De industriële productie van het snoepje van Long begon in 1851 door Gustave Eysséric.
In Nantes zouden al in 1780 berlingots zijn verkocht in een plaatselijke snoepwinkel.

## Etymologie
Het Franse woord 'berlingot' is verwant aan het Italiaanse 'berlingozzo', een snoepje gemaakt op een tafel. Dit gaat weer terug op het Latijnse 'berlingotius' of het Oudfranse 'berleng' voor dobbelspel.
Volgens een legende uit Carpentras zou de naam van het snoepje afgeleid zijn van de geboortenaam van paus Clemens V, Bertrand de Got. Zijn keukenmeester Sylvestre zou het snoepje voor zijn meester hebben bereid. Een andere genoemde verklaring in Carpentras is dat de naam is afgeleid van het Provençaalse woord 'berlingau', een bikkel. In Nantes wordt verwezen naar de 'bergot', de kap in de plaatselijke klederdracht.